# کواریاتی

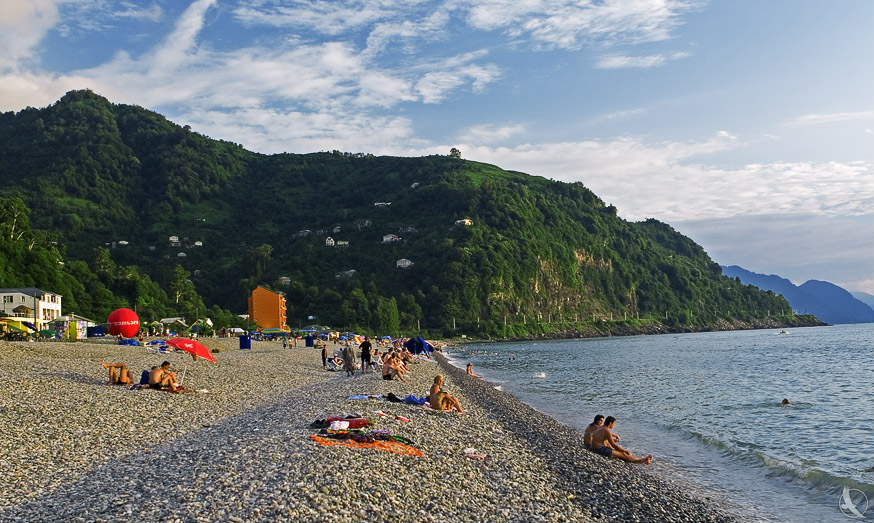
ساحل کواریاتی

کواریاتی (گرجی: კვარიათი) یک روستا در گرجستان است که در ساحل شرقی دریای سیاه قرار گرفته است. این روستا بخشی از شهرداری خلواچاوری و یک استراحتگاه ساحلی است که سالانه توسط گرجی‌ها و بسیاری از ساکنان و اقوام اتحاد جماهیر شوروی سوسیالیستی سابق بازدید می‌شود. مردم این روستا از قوم لاز هستند.
طبق سرشماری انجام‌شده در سال ۲۰۰۲ میلادی، جمعیت روستا ۹۸ نفر بوده است.